# Быковка (река, впадает в Камское водохранилище)
Быковка — река, впадает в Камское водохранилище, протекает по территории Пермского района Пермского края в России. Длина реки — 16 км.

## Описание
Быковка начинается около урочища Верхние Сыры от слияния верховий на высоте 181 м над уровнем моря. Генеральным направлением течения реки является северо-восток. Напротив деревни Симонки принимает слева Малую Быковку, свой крупнейший приток. Между урочищами Симакино и Савино, к востоку от хутора Русское Поле, Быковка впадает в Сылвинский залив Камского водохранилища на высоте 109 м над уровнем моря.

## Данные водного реестра
По данным государственного водного реестра России относится к Камскому бассейновому округу, водохозяйственный участок реки — Кама от города Березники до Камского гидроузла, без реки Косьва (от истока до Широковского гидроузла), Чусовая и Сылва, речной подбассейн реки — бассейны притоков Камы до впадения Белой. Речной бассейн реки — Кама.
Код объекта в государственном водном реестре — 10010100912111100013834.